# Poliedru nobil
În geometrie un poliedru nobil este un poliedru care este tranzitiv pe fețe (toate fețele sunt la fel) și tranzitiv pe vârfuri (toate vârfurile sunt la fel). Ele au fost studiate pentru prima dată în profunzime de Edmund Hess și Max Brückner la sfârșitul secolului al XIX-lea, iar mai târziu de Branko Grünbaum.

## Clase de poliedre nobile
Există mai multe clase principale de poliedre nobile:
- Poliedrele regulate, adică cele cinci poliedre platonice și cele patru poliedre Kepler–Poinsot.
- Tetraedrele bisfenoide.
- Poliedrele toroidale „coroană”, cunoscute și ca poliedre stephanoide.
- O varietate de exemple diverse, de ex. icosaedrele stelate D și H, sau dualele lor.[1] Nu se știe dacă există infinit de multe și, dacă da, câte ar mai fi de descoperit.

Dacă se admit ca fiind poliedre unele dintre construcțiile mai ciudate ale lui Grünbaum, atunci mai există două serii infinite de poliedre toroidale, pe lângă poliedrele coroană menționate mai sus:
- Poliedre cunună. Acestea au fețe triunghiulare în perechi coplanare și au în comun o latură.
- Poliedre cu V-fețe. Acestea au vârfuri în perechi coincidente și fețe degenerate.

În 2008 Robert Webb a descoperit un nou poliedru nobil, o fațetare a cubului snub. Aceasta a fost prima clasă nouă de poliedre nobile (cu simetrie octaedrică chirală) care urmează să fie descoperită după cele din opera lui Brückner, de peste acum un secol.
În 2020 Ulrich Mikloweit a generat 52 de poliedre nobile prin extinderea fațetelor izoedrice ale poliedrelor uniforme, dintre care 24 au fost deja descrise de Brückner iar 19 au fost complet noi.

## Dualitatea poliedrelor nobile
Se poate distinge între formele structurale duale (topologii), pe de o parte, și aranjamentele geometrice duale atunci când sunt una duala alteia în jurul unei sfere mediane. Acolo unde distincția nu este făcută mai jos, termenul „dual” acoperă ambele tipuri.
Dualul unui poliedru nobil este de asemenea nobil. Multe sunt, de asemenea, auto-duale:
- Cele cinci poliedre regulate formează perechi duale, tetraedrul fiind auto-dual.
- Tetraedrele bisfenoide sunt toate identice din punct de vedere topologic. Din punct de vedere geometric, ele vin în perechi duale - una alungită și una turtită în mod corespunzător.
- Un poliedru cunună este autodual din punct de vedere topologic. Nu pare să se știe dacă există exemple geometrice autoduale.
- Coroanele și poliedrele cu V-fețe sunt duale între ele.